# The Sandbaggers
The Sandbaggers er en britisk tv-serie og et spiondrama, der handler om mennesker i forreste række af Den kolde krig samt om de konsekvenser arbejdet med spionage kan have som ansat i den britiske eller amerikanske sikkerhedstjeneste. Tv-serien blev skabt af Ian Mackintosh, produceret af Yorkshire Television og vist på ITV fra 1978-1980 med Roy Marsden i rollen som hovedpersonen Neil Burnside, der er chef for den engelske Secret Intelligence Service (SIS) også kendt som MI6. Burnside er leder af en særlig gruppe britiske elite-efterretningsansatte, som går under navnet ”Sandbaggers”. Gruppen består af specialtrænede spioner, der kommer ud for farlige, vigtige og politisk følsomme missioner af sikkerhedspolitisk karakter. De hjælper afhoppere over grænserne, udfører snigmord og henter efterretningsfolk ud fra den anden side af Jerntæppet.
I The Sandbaggers samarbejder CIA og SIS og udveksler oplysninger i gensidig forståelse med hinanden. Tv-serien skildrer SIS som en organisation med så få midler, at den helt er afhængig af CIAs ekspertise, og Neil Burnside kæmper hårdt for at bevare dette ”specielle forhold”. Man ser det eksempelvis i afsnittet Special Relationship, hvor Burnside oplever noget, som gør ham besat af kollegernes sikkerhed og i at bevare Sandbagger-enhedens for enhver pris. Han må dog se visse sandheder i øjnene.

## Tv-seriens skaber
The Sandbaggers blev skabt af den tidligere skotske flådeofficer Ian Mackintosh, som i sine sidste år var tv-manuskriptforfatter og tidligere havde fået succes med BBCs tv-serie Warship i 1973. Mackintosh skrev alle afsnittene til The Sandbaggers' to første sæsoner, men under optagelserne til 3. sæson i juli 1979 forsvandt hans og kærestens private fly på mystisk vis over Stillehavet ved Alaska, efter at de begge havde bedt om hjælp over radioen. En del detaljer i sagen, har givet spekulationer om, hvad der faktisk hændte, bl.a. fordi flyet gjorde holdt på en forladt United States Air Force-base, og at flyet tilsyneladende styrtede ned i et mindre luftrum, der ikke radarmæssigt var dækket af hverken USA eller Sovjetunionen.
Mackintosh forsvandt, efter han havde skrevet fire manuskripter til 3. sæson, så der blev efterfølgende hentet andre forfattere ind, for at sæsonen skulle nå de syv annoncerede afsnit. The Sandbaggers-serien ender med en uopklaret cliffhanger, fordi producerne anså det for umuligt, at nogen kunne skrive lige så godt som Mackintosh, og derfor besluttede de ikke at lade den fortsætte. Ray Lonnen der spillede Willie Caine, antydede i en brevudveksling med fans af serien, at der oprindeligt havde været planer om at lave en opfølgende sæson, hvor Caine skulle overtage Burnsides chefrolle.
Der har været spekulationer om Mackintosh selv havde været ansat i SIS eller har haft kontakt med spionagebranchen, dels fordi hans manuskripter har været meget autentiske, dels fordi der er anvendt en særlig sproglig jargon i serien, der peger i samme retning. Det har igen givet spekulationer om, at hans forsvinden ikke var noget uheld, men måske et resultat af en hemmelig mission, han var på. Det er ikke umuligt at Mackintosh har været i kontakt med efterretningstjenesten, da han var en del af Royal Navy; der foreligger dog ingen synlige beviser. Mackintosh selv var meget fåmælt omkring sin eventuelle rolle som spion, da han var i live.
Hvad enten tv-serien bygger på reel britisk spionage eller ej, vurderes The Sandbaggers generelt at være tættere på virkelighedens CIA og ikke på det britiske SIS, da der ikke officielt har eksisteret nogen ”Special Operations Section” eller nogen gruppe kaldt ”The Sandbaggers” i Storbritannien. Men kendere vurderer, at eventuelle afvigelser fra virkeligheden kan være lavet bevidst for at undgå problemer med det rigtige SIS og loven om Official Secrets Act. Ray Lonnen har nævnt, at et enkelt afsnit i 2. sæson blev taget af bordet, fordi det afslørede hemmelig og virkelig information, så sæsonen kun indeholdt seks afsnit.

## Produktion og fortællestil
Selvom Sandbaggernes missioner ofte bringer dem mange forskellige steder hen i verden, foregår de fleste af seriens udendørsoptagelser i Leeds City eller i Yorkshires øvrige by- og landområder. Enkelte scener er dog blevet optaget i London, Belgien eller på Malta, mens scenerne indendørs er filmet på videobånd. Den upolerede og enkle billedvisning giver The Sandbaggers en dyster og realistisk atmosfære, tilført sort humor. Serien viser hvilket følelsesmæssigt pres professionelle efterretningsfolk udsættes for i en verden fyldt med tvetydighed og ambivalente valgmuligheder. På mange områder udgør tv-serien en modsætning til klassisk spy-fiction, eksempelvis til James Bond-filmene med ”piger, pistoler og effekter”. The Sandbaggers viser almindelige mennesker i en meget krævende jobbranche, og man har holdt udstyr og actionscener nede på et absolut minimum for bibeholde realismen. De interne og bureaukratiske magtkampe er en genklang af John le Carrés romanserie om George Smiley, og manglen på ressourcer og midler tvinger Sandbaggerne ud i flere grænseoverskridende beslutninger (forøget af et politisk pres) med store risici indbygget.
Tv-seriens plots er komplekse, mangefacettede og uforudsigelige; personer man har lært at kende, bliver pludselig dræbt, og der finder en del overraskende drejninger sted i historien. I The Sandbaggers er det først og fremmest samtalerne mellem menneskene, der driver plottet og ikke en udpenslet visning af alle hændelser. I det typiske Sandbagger-afsnit, bevæger Neil Burnside sig fra kontor til kontor og har samtaler (samt skænderier) med kollegerne i Whitehall samt med andre efterretningsmiljøer. Indimellem er der scener med spioner ”i marken”, mens der andre gange er sekvenser fra det summende Operation Room, The Ops Room, hvor missionerne koordineres og gennemtjekkes; dette sker oftere end de egentlige spionhandlinger ude i offentligheden. Det er i sidste ende ordene og samtalerne, som får plottet til at falde på plads.